# Die from a Broken Heart
«Die from a Broken Heart» — песня, записанная американским кантри-дуэтом Maddie & Tae, вышедшая 6 мая 2019 года на лейбле Mercury Nashville. Издана в качестве второго сингла с их второго альбома The Way It Feels.
Авторами песни выступили участницы дуэта Taylor Dye и Maddie Marlow, а также Deric Ruttan и Jonathan Singleton. Продюсерами были Jimmy Robbins и Derek Wells.
Сингл достиг первого места в кантри-чарте США и был сертифицирован в платиновом статусе Recording Industry Association of America (RIAA).

## Коммерческий успех
«Die from a Broken Heart» дебютировал 25 апреля 2010 год а на 80-м месте в Billboard Hot 100, став первым появлением Maddie & Tae в чарте после сингла 2015 года «Fly». Песня достигла 22-го места, став первым хитом в top-40 и их высшим достижением в этом основном мультижанровом хит-параде США.
22 августа 2020 года «Die from a Broken Heart» возглавил чарт Country Airplay спустя 54 недели релиза. Это рекорд по такой длительности для женщин, женских групп и дуэтов и четвёртый в сумме результат после рекордсмена «After a Few» (Travis Denning, 65 недель до достижения № 1 в июне 2020). Это 2-й чарттоппер дуэта, впервые за 6 лет после их дебютного хита «Girl in a Country Song» (2014). Они второй женский дуэт с двумя чарттопперами после The Wreckers (Michelle Branch и Jessica Harp), которые свой второй хит номер один получили в сентябре 2006. Среди полностью женских групп или дуэтов, только The Chicks имеют больше чарттопперов (шесть). Кроме того, трек «Die from a Broken Heart» это уже шестой лидер чарта Country Airplay в исполнении женщин (всего седьмой раз с 1990 года такое большое их представительство), больше было только в 2016 году, когда женщины лидировали 8 раз.
Сингл получил платиновую сертификацию RIAA 24 июня 2020 года.

## Музыкальное видео
Музыкальное видео для «Die from a Broken Heart» было снято Карлосом Руисом, и его премьера состоялась 12 августа 2019 года. В нем участница дуэта Тейлор Дай (Taylor Dye) играет роль разыгрывающего сюжетную линию песни, а Мэдисон Марлоу (Madison Marlow) — музыкальный рассказчик. Дай поделилась своим собственным опытом разбитого сердца после её предыдущего разрыва с кантри-артисткой Джеки Ли, сказав, что это видео было её актерским дебютом: «Я на самом деле очень увлечена актерской игрой. У меня всегда был небольшой зуд. Мы написали песню из такого личного пространства, что я чувствовала, что действительно могу извлечь из этого. И если бы это был мой „актерский дебют“, если хотите, то это была бы идеальная история для рассказа».

## Чарты
| Чарт (2019—2020)                    | Наивысшая позиция |
| ----------------------------------- | ----------------- |
| Канада (Billboard Canadian Hot 100) | 69                |
| Канада (Billboard Country)          | 8                 |
| Мир (Billboard Global 200)          | 162               |
| США (Billboard Hot 100)             | 22                |
| США (Billboard Country Airplay)     | 1                 |
| США (Billboard Hot Country Songs)   | 2                 |
| Rolling Stone Top 100               | 42                |

| Чарт (2019)                        | Позиция |
| ---------------------------------- | ------- |
| США, Hot Country Songs (Billboard) | 97      |

| Чарт (2020)                        | Позиция |
| ---------------------------------- | ------- |
| США, Billboard Hot 100             | 65      |
| США, Country Airplay (Billboard)   | 5       |
| США, Hot Country Songs (Billboard) | 8       |

## Сертификации
| Регион                                                                      | Сертификация  | Продажи   |
| --------------------------------------------------------------------------- | ------------- | --------- |
| США (RIAA)                                                                  | 4× Платиновый | 4 000 000 |
| Данные о продажах + прослушиваниях приведены только на основе сертификации. |               |           |